# Medicine Hat
Medicine Hat är en ort i södra Alberta i Kanada. Orten kallas ibland "The Hat" som smeknamn.
Orten uppmärksammades 2006 för ett mord där en 12-årig flicka, Jasmine Richardson, tillsammans med sin pojkvän, Jeremy Allan Steinke, mördade sina föräldrar och sin 8-åriga lillebror. För mer information om detta mordfall, se sidan Mordet på familjen Richardson (engelska: Richardson family murders).
Den f.d. ishockeymålvakten Corey Hirsch, som 1995 avbildades på ett svenskt frimärke efter ishockeyfinalen mellan Sverige och Kanada i olympiska vinterspelen 1994 i Lillehammer, kommer från Medicine Hat liksom nobelpristagaren i fysik 1990 Richard E. Taylor och den f.d. ishockeyspelaren Trevor Linden.
Medicine Hat Airport ligger nära orten.